# Bolo de milho

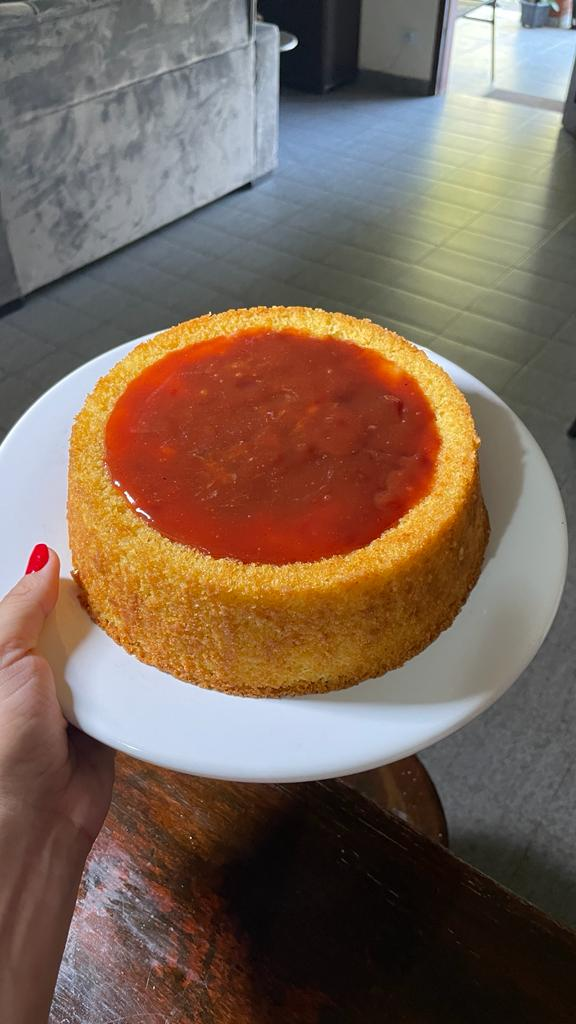
Fuba com goiabada e cream cheese

Bolo de milho, também conhecido como bolo de fubá, é um tipo de bolo no qual o principal ingrediente é o milho, podendo ser o creme de milho verde ou a farinha de milho, também conhecida como fubá. É um prato tradicional da culinária brasileira.
Os ingredientes podem variar em tipos e proporções, mas, no geral, são milho, farinha de trigo, margarina, ovos, açúcar, fermento (do tipo químico ou do tipo biológico) e leite, embora também existam versões veganas.
Sua coloração amarelada é devido aos carotenoides presentes no milho, mais especificamente betacaroteno, luteína e zeaxantina.
Embora seja consumido durante todo o ano, é tradicionalmente associado às festas juninas. Essa associação advém do fato de que as festas juninas acontecerem no ápice da colheita do cereal.